# Gehyra ipsa
Gehyra ipsa (бангл-банглська дтелла) — вид геконоподібних ящірок родини геконових (Gekkonidae). Ендемік Австралії.

## Поширення і екологія
Бангл-банглські дтелли відомі з типової місцевості, розташованої в горах Бангл-Бангл в Кімберлі у Західній Австралії, на території Національного парка Пурнулулу. Вони живуть серед пісковикових скель в екваліптових рідколіссях.